# Guadalupe Captetaj
Guadalupe Captetaj är en ort i Mexiko.   Den ligger i kommunen Sitalá och delstaten Chiapas, i den sydöstra delen av landet, 800 km öster om huvudstaden Mexico City. Guadalupe Captetaj ligger 1 093 meter över havet och antalet invånare är 125.
Terrängen runt Guadalupe Captetaj är huvudsakligen kuperad, men norrut är den bergig. Runt Guadalupe Captetaj är det ganska tätbefolkat, med 129 invånare per kvadratkilometer. Närmaste större samhälle är Yajalón, 13,2 km norr om Guadalupe Captetaj. Omgivningarna runt Guadalupe Captetaj är en mosaik av jordbruksmark och naturlig växtlighet.